# Noorwegen op de Paralympische Zomerspelen 2020
Noorwegen was een van de landen die deelnam aan de Paralympische Zomerspelen 2020 in Tokio, Japan.

## Medailleoverzicht
| Atletiek     | Salum Ageze Kashafali | 100 m, T12 (m)                     | Goud  |  |  |
| Roeien       | Birgit Skarstein      | Eenpersoons scull, PR1W1x (v)      | Goud  |  |  |
|              |                       |                                    |       |  |  |
| Paardensport | Ann Cathrin Lubbe     | Dressuur, vrije kür, graad III (g) | Brons |  |  |
| Tafeltennis  | Aida Dahlen           | Enkelspel, C8 (v)                  | Brons |  |  |

## Deelnemers en resultaten
(m) = mannen, (v) = vrouwen, (g) = gemengd 

### Atletiek

#### Baanonderdelen
| Atleet                | Onderdeel      | Series    | Series | Finale              | Finale              |
| Atleet                | Onderdeel      | Resultaat | Rang   | Resultaat           | Rang                |
| --------------------- | -------------- | --------- | ------ | ------------------- | ------------------- |
| Salum Ageze Kashafali | 100 m, T12 (m) | 0:10.46   | 1e     | 0:10.43             | Goud                |
|                       |                |           |        |                     |                     |
| Ida-Louise Overland   | 100 m, T47 (v) | 0:13.20   | 13e    | Niet gekwalificeerd | Niet gekwalificeerd |
| Ida-Louise Overland   | 200 m, T47 (v) | 0:27.36   | 13e    | Niet gekwalificeerd | Niet gekwalificeerd |

#### Veldonderdelen
| Paralympiër | Onderdeel             | Resultaat | Prestatie |
| ----------- | --------------------- | --------- | --------- |
| Ida Nesse   | Discuswerpen, F64 (v) | 4e        | 35.83     |

### Badminton
| Paralympiër        | Onderdeel          | Groepsfase                       | Groepsfase                 | Groepsfase                       | Groepsfase           | Positie | Finalefase           | Finalefase                 | Finalefase              | Plaats |
| Paralympiër        | Onderdeel          | Wedstrijd I                      | Wedstrijd II               | Wedstrijd III                    | Wedstrijd IV         | Positie | Kwartfinale          | Halve finale               | (Troost)finale          | Plaats |
| Paralympiër        | Onderdeel          | Tegenstander Uitslag             | Tegenstander Uitslag       | Tegenstander Uitslag             | Tegenstander Uitslag | Positie | Tegenstander Uitslag | Tegenstander Uitslag       | Tegenstander Uitslag    | Plaats |
| ------------------ | ------------------ | -------------------------------- | -------------------------- | -------------------------------- | -------------------- | ------- | -------------------- | -------------------------- | ----------------------- | ------ |
| Helle Sofie Sagoey | Enkelspel, SL4 (v) | THA Chanida Srinavakul W met 2-0 | CAN Olivia Meier W met 2-0 | AUS Caitlin Dransfield W met 2-0 | Niet van toepassing  | 1e      | Niet van toepassing  | CHN Cheng Hefang V met 0-2 | CHN Ma Huihui V met 0-2 | 4e     |

### Paardensport
| Paralympiër       | Onderdeel                               | Resultaat | Prestatie |
| ----------------- | --------------------------------------- | --------- | --------- |
| Jens Lasse Dokkan | Dressuur, verplichte kür, graad I (g)   | 4e        | 75.929%   |
| Jens Lasse Dokkan | Dressuur, vrije kür, graad I (g)        | 4e        | 76.654%   |
| Ann Cathrin Lubbe | Dressuur, verplichte kür, graad III (g) | 4e        | 72.971%   |
| Ann Cathrin Lubbe | Dressuur, vrije kür, graad III (g)      | Brons     | 76.447%   |

### Roeien
| Atleet           | Onderdeel                     | Heats     | Heats | Herkansingen        | Herkansingen        | A/B finale | A/B finale |
| Atleet           | Onderdeel                     | Resultaat | Rang  | Resultaat           | Rang                | Resultaat  | Rang       |
| ---------------- | ----------------------------- | --------- | ----- | ------------------- | ------------------- | ---------- | ---------- |
| Birgit Skarstein | Eenpersoons scull, PR1W1x (v) | 11:11.00  | 1e QA | Niet van toepassing | Niet van toepassing | 10:56.88   | Goud       |

### Schietsport
| Paralympiër                 | Onderdeel                         | Resultaat | Resultaat | Prestatie           | Prestatie           |
| Paralympiër                 | Onderdeel                         | Score     | Rang      | Score               | Rang                |
| --------------------------- | --------------------------------- | --------- | --------- | ------------------- | ------------------- |
| Joern Dalen                 | 10 m luchtgeweer liggend, SH1 (g) | 628.6     | 33e       | Niet gekwalificeerd | Niet gekwalificeerd |
| Joern Dalen                 | 50 m geweer liggend, SH1 (g)      | 613.4     | 22e       | Niet gekwalificeerd | Niet gekwalificeerd |
| Heidi Kristin Soerlie-Rogne | 10 m luchtgeweer liggend, SH2 (g) | 629.1     | 31e       | Niet gekwalificeerd | Niet gekwalificeerd |
| Heidi Kristin Soerlie-Rogne | 50 m geweer liggend, SH2 (g)      | 616.7     | 22e       | Niet gekwalificeerd | Niet gekwalificeerd |

### Tafeltennis
| Paralympiër                   | Onderdeel         | Groepsfase                    | Groepsfase                               | Groepsfase           | Positie             | Finalefase           | Finalefase                       | Finalefase                 | Finalefase           | Plaats |
| Paralympiër                   | Onderdeel         | Wedstrijd I                   | Wedstrijd II                             | Wedstrijd III        | Positie             | 1/8e finale          | Kwartfinale                      | Halve finale               | Finale               | Plaats |
| Paralympiër                   | Onderdeel         | Tegenstander Uitslag          | Tegenstander Uitslag                     | Tegenstander Uitslag | Positie             | Tegenstander Uitslag | Tegenstander Uitslag             | Tegenstander Uitslag       | Tegenstander Uitslag | Plaats |
| ----------------------------- | ----------------- | ----------------------------- | ---------------------------------------- | -------------------- | ------------------- | -------------------- | -------------------------------- | -------------------------- | -------------------- | ------ |
| Tommy Urhaug                  | Enkelspel, C5 (m) | ARG Mauro Depergola W met 3-0 | SRB Mitar Palikuca V met 2-3             | Niet van toepassing  | 2e                  | Niet van toepassing  | GBR Jack Hunter-Spivey V met 0-3 | Uitgeschakeld              | Uitgeschakeld        | 5e     |
|                               |                   |                               |                                          |                      |                     |                      |                                  |                            |                      |        |
| Aida Dahlen                   | Enkelspel, C8 (v) | CHN Huang Wenjuan V met 2-3   | BRA Lethicia Rodrigues Lacerda W met 3-0 | Niet van toepassing  | 2e                  | Niet van toepassing  | HUN Zsofia Arloy W met 3-1       | CHN Mao Jingdian V met 0-3 | Uitgeschakeld        | Brons  |
| Nora Korneliussen             | Enkelspel, C7 (v) | TUR Kubra Korkut V met 0-3    | RPC Viktoriia Safonova V met 0-3         | Niet van toepassing  | 3e                  | Niet gekwalificeerd  | Niet gekwalificeerd              | Niet gekwalificeerd        | Niet gekwalificeerd  | 7e     |
| Aida Dahlen Nora Korneliussen | Team, C6-8 (v)    | Niet van toepassing           | Niet van toepassing                      | Niet van toepassing  | Niet van toepassing | Niet van toepassing  | Nederland V met 0-2              | Uitgeschakeld              | Uitgeschakeld        | 5e     |

### Wielrennen

#### Weg
| Paralympiër    | Onderdeel              | Resultaat | Prestatie |
| -------------- | ---------------------- | --------- | --------- |
| Suzanna Tangen | Wegwedstrijd, H1-4 (v) | 12e       | 1:06:38   |
| Suzanna Tangen | Tijdrit, H4-5 (v)      | 12e       | 57:38.97  |

### Zwemmen
| Atleet            | Onderdeel                             | Series              | Series              | Finale              | Finale              |
| Atleet            | Onderdeel                             | Resultaat           | Rang                | Resultaat           | Rang                |
| ----------------- | ------------------------------------- | ------------------- | ------------------- | ------------------- | ------------------- |
| Frederik Solberg  | 50 m vrije slag, S9 (m)               | 0:25.67             | 5e                  | 0:25.53             | 5e                  |
| Frederik Solberg  | 100 m schoolslag, SB9 (m)             | Niet van toepassing | Niet van toepassing | 1:14.05             | 8e                  |
|                   |                                       |                     |                     |                     |                     |
| Sarah Louise Rung | 100 m schoolslag, SB5 (v)             | 1:46.21             | 4e                  | 1:44.39             | 6e                  |
| Sarah Louise Rung | 200 m individuele wisselslag, SM6 (v) | 3:22.75             | 11e                 | Niet gekwalificeerd | Niet gekwalificeerd |

Afghanistan · 
Algerije · 
Amerikaanse Maagdeneilanden · 
Angola · 
Argentinië · 
Armenië · 
Aruba · 
Australië · 
Azerbeidzjan · 
Bahrein · 
Barbados · 
Belarus · 
België · 
Benin · 
Bermuda · 
Bosnië en Herzegovina · 
Botswana · 
Brazilië · 
Bulgarije · 
Burkina Faso · 
Burundi · 
Cambodja · 
Canada · 
Centraal-Afrikaanse Republiek · 
Chili · 
China · 
Chinees Taipei · 
Colombia · 
Congo-Brazzaville · 
Congo-Kinshasa · 
Costa Rica · 
Cuba · 
Cyprus · 
Denemarken · 
Dominicaanse Republiek · 
Duitsland · 
Ecuador · 
Egypte · 
El Salvador · 
Estland · 
Ethiopië · 
Faeröer · 
Fiji · 
Filipijnen · 
Finland · 
Frankrijk · 
Gabon · 
Gambia · 
Georgië · 
Ghana · 
Griekenland · 
Groot-Brittannië · 
Guatemala · 
Guinee · 
Guinee‑Bissau · 
Haïti · 
Honduras · 
Hongarije · 
Hongkong · 
Ierland · 
IJsland · 
India · 
Indonesië · 
Irak · 
Iran · 
Israël · 
Italië · 
Ivoorkust · 
Jamaica · 
Japan · 
Jordanië · 
Kaapverdië · 
Kameroen · 
Kazachstan · 
Kenia · 
Kirgizië · 
Koeweit · 
Kroatië · 
Laos · 
Lesotho · 
Letland · 
Libanon · 
Liberia · 
Libië · 
Litouwen · 
Luxemburg · 
Madagaskar · 
Maleisië · 
Mali · 
Malta · 
Marokko · 
Mauritius · 
Mexico · 
Moldavië · 
Mongolië · 
Montenegro · 
Mozambique · 
Namibië · 
Nederland · 
Nepal · 
Nicaragua · 
Nieuw-Zeeland · 
Niger · 
Nigeria · 
Noord-Macedonië · 
Noorwegen · 
Oeganda · 
Oekraïne · 
Oezbekistan · 
Oman · 
Oostenrijk · 
Pakistan · 
Palestina · 
Panama · 
Papoea-Nieuw-Guinea · 
Peru · 
Polen · 
Portugal · 
Puerto Rico · 
Qatar · 
Roemenië · 
Russisch Paralympisch Comité ·
Rwanda · 
Saint Vincent en Grenadines · 
Samoa · 
Saoedi-Arabië · 
Sao Tomé en Principe · 
Senegal · 
Servië · 
Seychellen · 
Sierra Leone · 
Singapore · 
Slovenië · 
Slowakije · 
Somalië · 
Spanje · 
Sri Lanka · 
Syrië · 
Tadzjikistan · 
Tanzania · 
Thailand · 
Togo · 
Tonga · 
Trinidad en Tobago · 
Tsjechië · 
Tunesië · 
Turkije · 
Turkmenistan · 
Uruguay · 
Venezuela · 
Verenigde Arabische Emiraten · 
Verenigde Staten · 
Vietnam · 
Zimbabwe · 
Zuid-Afrika · 
Zuid-Korea · 
Zweden · 
Zwitserland
Paralympisch Vluchtelingen Team